# Ола Аина
Темитаио Олуфисаио Олаолува Аина (рођен 8. октобра 1996.) је професионални фудбалер који игра на позицији бека за клуб Premier League Нотингем Форест . Рођен у Енглеској, игра за репрезентацију Нигерије .

## Клупска каријера

### Челси

#### Рана каријера
Ола Аина је потписао за Челси са 11 година и дебитовао је у омладинском тиму у сезони 2012–13 када је почео у оба меча полуфинала и финала ФА Омладинског купа. У својој омладинској каријери, такође је представљао Челси на клупском омладинском нивоу тимова до 18., до 19. и до 21. године. Дана 19. јула 2014, Аина је дебитовао за први тим у предсезонској пријатељској утакмици против АФЦ Вимблдона, након повреде Тода Кејна. Аина је почела меч и на полувремену је замењен Браниславом Ивановићем. 
Пре сезоне 2015–16, био је укључен у предсезонску турнеју, одигравши три меча у Међународном купу шампиона . Након што је импресионирао менаџера Челсија Жозеа Муриња, Аина је укључен у први тим. Иако је целу сезону провео тренирајући пуно радно време са првим тимом, наставио је своју улогу у тимовима до 21 и 19 година.  Дана 23. септембра 2015, Аина је укључен у састав против Волсала у четвртом колу Лига купа, тада није ушао у игру. 

#### Сезона 2016–17
Дана 6. јула 2016. потписао је нови четворогодишњи уговор, чиме су прекинуте гласине да ће напустити Лондон.  Након потписивања новог уговора, Аина је укључена у екипу која је ишла на припреме и турнеју у Аустрију и Сједињене Државе. Наступио је на свих шест предсезонских утакмица. Дана 23. августа 2016, Аина је дебитовао у професионалном тиму код  Антонија Контеа у победи од 3-2 над Бристол Роверсима у ЕФЛ купу, тада га је заменио Џон Тери у 77. минуту.  15. октобра 2016. дебитовао је у Премијер лиги у победи од 3:0 над тадашњим шампионом Лестер Ситијем, заменивши стрелца Виктора Мозеса у 82. минуту. 

#### Позајмица у Хал Ситију
Дана 11. јула 2017, Челси је објавио да је позајмио Аину у Чемпионшип Хал Ситију .  Дебитовао је на отварању сезоне, 5. августа 2017, на гостовању Астон Вили, нерешеним резултатом 1–1.  Постигао је једини гол у поразу од Блекбурн Роверса резултатом 1:0 у трећем колу ФА купа 6. јануара 2018. 

### Торино
Четрнаестог августа 2018, Аина се придружио италијанском клубу Торино на сезонску позајмицу након што је потписао нови трогодишњи уговор са Челсијем.  Дебитовао је у Серији А неколико дана касније у поразу Торина 0-1 првог од Роме, ушавши као замена уместо Лоренца Де Силвестрија који је изашао повређен после само 25 минута.  Аина је постигао свој први гол за Торино у мечу против Удинезеа 2. фебруара 2019.  Аина је остварио 30 наступа у Серији А у сезони која је врло добра за Торино, тиме је оставарено седмо место које је обезбедило пласман у квалификације за Лигу Европе.
Торино се одлучио да откупи играча од Челсија за 9 милиона фунти. 
Тада је био редован током своје друге сезоне у Торину, играјући 37 пута у свим такмичењима. 

#### Сезона 2020–21: позајмица Фуламу
Дана 11. септембра 2020, Аина се вратио у Премијер лигу, потписавши за Фулам на једносезонску позајмицу са опцијом откупа.  2. новембра, Аина је постигао свој први гол за клуб, ау Премијер лиги, у победи домаћина од 2:0 над Вест Бромом.  Тај ударац је касније изабран за гол месеца од стране Премијер лиге.  Аина је постао трећи играч Фулама која је освојио награду за гол месеца, након што су Жан Микел Сери и Андре Шурле освојили награду у сезони 2018–19 . 

### Нотингем Форест
Дана 22. јула 2023., након што је напустио Торино по истеку уговора, Аина се придружио Нотингем Форесту са једногодишњим уговором.  За клуб је дебитовао 12. августа у поразу од Арсенала резултатом 2-1 у Премијер лиги . 
5. новембра, Аина је постигао свој први гол за Форест у победи од 2:0 над Астон Вилом на Сити Граунду . 

## Међународна каријера

### Омладинске репрезентације Енглеске
Аина је представљала Енглеску на нивоу испод 16, испод 17, испод 18, испод 19 и Енглеске испод 20 година.

### Нигерија
Дана 28. марта 2017, Аина је фотографисан заједно са Чубом Акпомом из Арсенала поводом разговора са председником Фудбалског савеза Нигерије, Амајуом Пиником .  У мају 2017, Аина се одлучио да замени репрезентацију Енглеске репрезентацијом Нигерије. Истог месеца је и дебитовао за репрезентацију Нигерије
У мају 2018. именован је у прелиминарни тим Нигерије од 30 играча за Светско првенство 2018. у Русији.  Међутим, није ушао у коначних 23.  Касније је позван у тим и одиграо је главну улогу у квалификацијама тима за Афрички куп нација 2019. одржаном у Египту. Први меч је одиграо против дебитанта на турниру Бурундија, асистирајући при једином голу на утакмици.
Дана 25. децембра 2021. године, ушао је у ужи избор за тим за АФЦОН купа нација 2021. од стране привременог тренера Егуавоена као део тима Нигерије од 28 играча. 

## Приватни живот
Аина има брата Џордана који тренутно игра за Фуламову академију . 

## Достигнућа

### Клуб
Челси Омладинци 
- Барклис У21 Премијер лига : 2013–14
- ФА омладински куп : 2013–14, 2014–15
- УЕФА омладинска лига : 2014–15, 2015–16

### Индивидуално
- Гол месеца у Премијер лиги : новембар 2020. [29]

1. ↑  „Ola Aina Chelsea Profile”. Chelsea F.C. Приступљено 23. 8. 2016.
2. ↑  „Match report: AFC Wimbledon 2 Chelsea 3”. Chelsea F.C. 19. 7. 2014. Приступљено 26. 8. 2016.
3. ↑  „Ola Aina Chelsea Profile”. Chelsea F.C. Приступљено 23. 8. 2016."Ola Aina Chelsea Profile".
4. ↑  „Walsall 1–4 Chelsea”. BBC Sport. 23. 9. 2015. Приступљено 26. 8. 2016.
5. ↑  „Aina seals new deal”. Chelsea F.C. 6. 7. 2016. Приступљено 26. 8. 2016.
6. ↑  „Chelsea 3–2 Bristol Rovers”. BBC Sport. 23. 8. 2016. Приступљено 23. 8. 2016.
7. ↑  „Chelsea 3–0 Leicester City”. BBC Sport. 15. 10. 2016. Приступљено 15. 10. 2016.
8. ↑  „First loan for Aina”. Chelsea Official Site. 11. 7. 2017. Приступљено 11. 7. 2017.
9. ↑  „Aston Villa 1–1 Hull City”. BBC Sport. BBC. 5. 8. 2017. Приступљено 5. 8. 2017.
10. ↑  „Blackburn Rovers 0–1 Hull City”. BBC Sport. BBC. 6. 1. 2018. Приступљено 6. 1. 2018.
11. ↑  „New contract and loan for Aina”. Chelsea Official Site. 14. 8. 2018. Приступљено 14. 8. 2018.
12. ↑  „Fixtures and Results – Season 2018–19 – 1^ Match Day – Lega Serie A”. www.legaseriea.it. Приступљено 19. 8. 2018.
13. ↑  „Torino vs. Udinese 1–0”. Soccerway. 2. 2. 2019. Приступљено 11. 9. 2020.
14. ↑  „Ola Aina joins on loan”. Fulham. 11. 9. 2020.
15. ↑  „Torino confirm Ola Aina's permanent capture from Chelsea”. Goal. 10. 6. 2019. Приступљено 11. 9. 2020.
16. 1 2  „Ola Aina joins on loan”. Fulham. 11. 9. 2020."Ola Aina joins on loan".
17. ↑  „Fulham on the up after Ola Aina seals first win of season against West Brom”. The Guardian. 2. 11. 2020. Приступљено 9. 1. 2021.
18. 1 2  „Aina earns Budweiser Goal of the Month award”. Premier League. 13. 12. 2020. Приступљено 9. 1. 2021.
19. ↑  „Forest complete Aina signing”. Nottingham Forest Football Club. 22. 7. 2023.
20. ↑  „Bukayo Saka's superb first-half strike helped Arsenal begin their Premier League campaign with a 2–1 win over Nottingham Forest on the opening weekend”. 12. 8. 2023. Приступљено 13. 8. 2023.
21. ↑  „Forest end winless run with 2–0 defeat of top-four chasing Villa”. Reuters. 6. 11. 2023.
22. ↑  Oludare, Shina (28. 3. 2017). „Chelsea's Ola Aina, Brighton and Hove Albion's Chuba Akpom pledge allegiance to Nigeria”. Goal Nigeria. Приступљено 28. 3. 2017.
23. ↑  „Chelsea's Ola Aina gets Nigeria call”. 8. 5. 2017. Приступљено 17. 5. 2017.
24. ↑  Adewoye, Gbenga (6. 6. 2018). „'Maybe next time,' Ola Aina unruffled missing out in Nigeria World Cup Squad”. Goal. Приступљено 25. 7. 2019.
25. ↑  „World Cup 2018: Arsenal's Iwobi in Nigeria's 23-man squad”. BBC Sport. 3. 6. 2018. Приступљено 20. 8. 2018.
26. ↑  Football, CAF-Confedération Africaine du. „Eguavoen announces Nigeria final TotalEnergies AFCON squad”. CAFOnline.com. Приступљено 11. 1. 2022.
27. ↑  Georgiou, Ethan (9. 3. 2021). „A bit about: Jordan Aina”. fulhamfc.com. Приступљено 9. 3. 2021.
28. ↑  „Ola Aina's Profile”. Chelsea F.C. 23. 8. 2016. Приступљено 26. 8. 2016.
29. ↑  „Aina wins November Budweiser Goal of the Month award”. Premier League. 11. 12. 2020. Приступљено 11. 12. 2020.